# Ataki rekinów z New Jersey

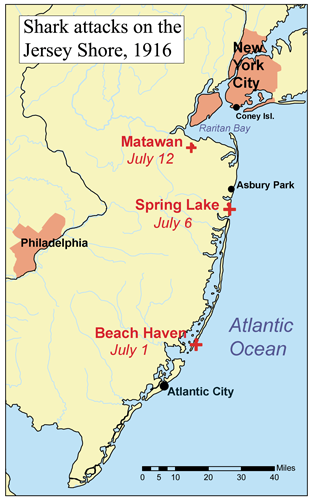
Mapa z zaznaczonymi miejscami ataków

Ataki rekinów z New Jersey nastąpiły między 1 i 12 lipca 1916, na długości około 130 kilometrów wybrzeża New Jersey. Na skutek ataków co najmniej jednego rekina zginęły cztery osoby, jedna została ciężko ranna.
Osobami tymi były:
- Charles Vansant, 25 lat
- Charles Bruder, boy hotelowy – 28 lat
- Lester Stillwell, 11 lat
- Stanley Fisher, właściciel pralni, został ciężko ranny podczas próby ratowania Lestera Stillwella, dowieziony koleją do najbliższego szpitala zmarł na stole operacyjnym.
- Joseph Dunn, 12 lat, wyciągnięty ze szczęk rekina przez kolegów, przeżył, miał amputowaną nogę na wysokości kolana.

Atakującymi rekinami były najprawdopodobniej żarłacze tępogłowe lub białe. Niektórzy twierdzili jednak, że były to raczej żarłacze tygrysie, gdyż część ataków zdarzyła się już w strefie słodkiej wody. Niemniej, tylko pierwszy gatunek może żyć w wodzie słodkiej. Pozostałe gatunki nie mogą wytrzymać tak wielkiej zmiany zasolenia. Niektórzy nazywali rekiny niepoprawnie orkami.
Ataki rekinów stały się później inspiracją dla powieści (1974) i filmu Szczęki (1975).

## Galeria

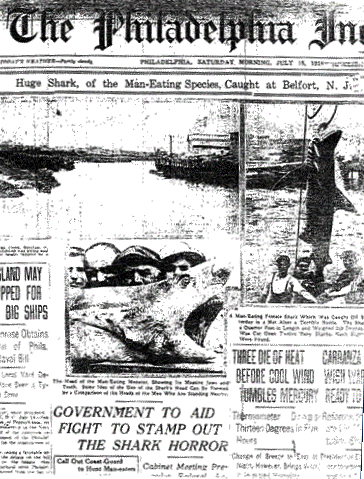
Artykuł w gazecie The Philadelphia Inquirer o zabiciu rekina
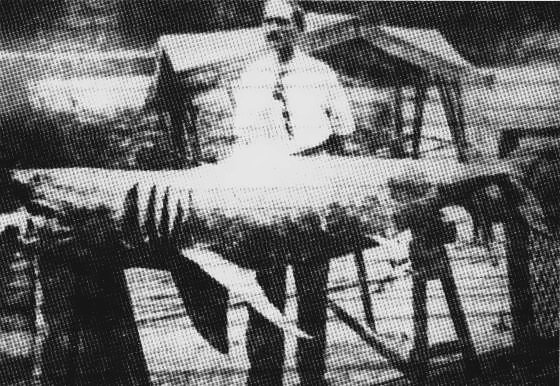
Michael Schleisser i domniemany sprawca ataków z New Jersey żarłacz biały